# هيدالغو

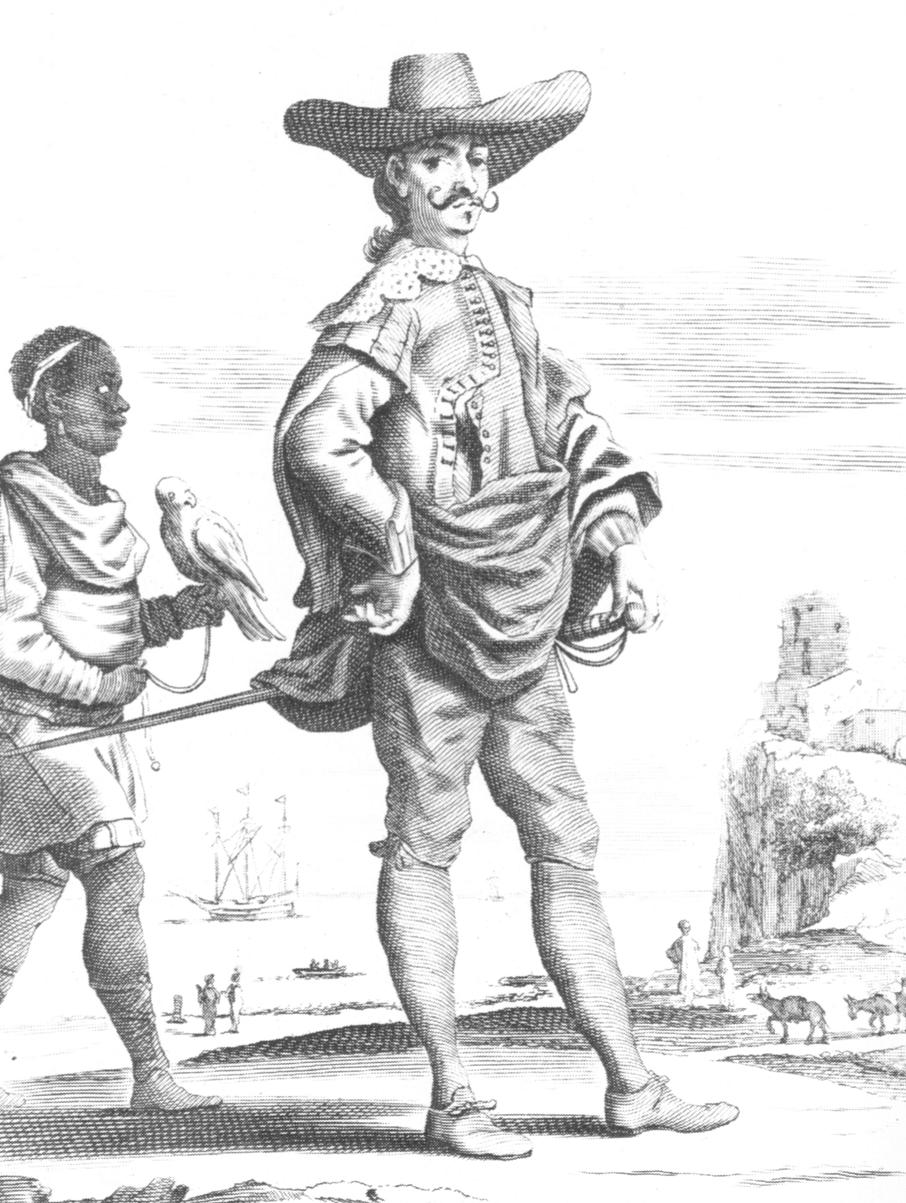
هيدلغو في إحدى المستعمرات

هيدالغو بالإسبانية أو فيدلغو البرتغالية هو أحد ألقاب طبقة النبلاء في كل من هذين البلدين. ظهر هذا القب في المنطقة التي أصبحت تعرف في ما بعد بقشتالة حوالي القرن السابع للميلاد.
كانت تطلق على النبلاء الذين لا يحملون ألقابًا (كلقب الملك والدوق والفارس، إلخ)، وهي طبقة الاقل في تصنيف النبلاء.
تصنيف طبقة النبلاء كالتالي:
1. الطبقة العليا (الملك (السلالة الحاكمة)، الدوق.الكونت...).
2. الطبقة الوسطى (الفرسان).
3. الطبقة السفلى (الرجال الأغنياء بدون ألقاب) وهي الطبقة المذكورة أعلاه.